# Carlos
Carlos es un nombre propio masculino en su variante en español; su forma femenina es Carolina, tomada de la raíz latina, o Carlota. Es de procedencia germana y significa ‘hombre libre’. El nombre traducido a las lenguas escandinavas, Karl, significa ‘hombre’. Es el hipocorístico de varios nombres cuyo primer elemento era karl —como Karlman (Carlomán)—, proveniente del antiguo alto alemán cháral (‘hombre’, ‘marido’, ‘amante’), que sobrevive en el alemán moderno kerl (‘individuo’). Sin embargo, con el prefijo hus (house = ‘casa’) formaba Huscarl (‘hombre de la casa’, es decir, ‘sirviente’ o ‘esclavo’). Algunos estudiosos defienden su vinculación con el griego γηραλέος gueraléos (‘viejo’), defendiendo el significado de ‘hombre maduro’, ‘hombre experto’. Se trata de un nombre muy popular debido a su uso habitual en las tradiciones de las casas reales, por lo que hay muchas personalidades llamadas Carlos.

## Santoral
- 4 de noviembre: San Carlos, cardenal y arzobispo de Milán (f. 1584).

## Variantes
- Femenino: Carla, Carlota, Carol, Carola, Carolina

### Variantes en otros idiomas
| Variantes en otras lenguas | Variantes en otras lenguas                            |
| -------------------------- | ----------------------------------------------------- |
| Español                    | Carlos                                                |
| Catalán                    | Carles                                                |
| Euskera                    | Karol, Karla, Karlos                                  |
| Gallego                    | Carlos                                                |
| Afrikáans                  | Charl                                                 |
| Alemán                     | Karl, Carl                                            |
| Árabe                      | كيرولوس (Kirollos)                                    |
| Bretón                     | Charlez                                               |
| Búlgaro                    | Карл (Karl)                                           |
| Checo                      | Karel                                                 |
| Chino                      | 卡洛斯 (Kǎ luò sī)                                    |
| Coreano                    | 카를로스 (Kaleulloseu), 찰스 (Chalseu), 찰리 (Challi) |
| Corso                      | Carlu                                                 |
| Croata                     | Karlo                                                 |
| Danés                      | Karl, Carl                                            |
| Escocés                    | Teàrlach                                              |
| Eslovaco                   | Karol                                                 |
| Esloveno                   | Karel                                                 |
| Esperanto                  | Karlo                                                 |
| Estonio                    | Kaarel                                                |
| Finlandés                  | Kaarlo, Kaarle                                        |
| Francés                    | Charles                                               |
| Galés                      | Siarl                                                 |
| Griego                     | Κάρολος (Karolos)                                     |
| Guaraní                    | Kaló                                                  |
| Hebreo                     | קרל (Karl)                                            |
| Húngaro                    | Károly                                                |
| Inglés                     | Charles, Carl                                         |
| Irlandés                   | Séarlas, Cathal                                       |
| Islandés                   | Karl, Carl                                            |
| Italiano                   | Carlo                                                 |
| Japonés                    | カルロス (Karurosu)                                   |
| Latín                      | Carolus                                               |
| Letón                      | Kārlis                                                |
| Lituano                    | Karolis                                               |
| Maltés                     | Karlu                                                 |
| Neerlandés                 | Carolus, Karel                                        |
| Noruego                    | Karl, Carl                                            |
| Polaco                     | Karol                                                 |
| Portugués                  | Carlos                                                |
| Rumano                     | Carol                                                 |
| Ruso                       | Карл (Karl)                                           |
| Sardo                      | Carlus                                                |
| Serbio                     | Карло (Karlo)                                         |
| Siciliano                  | Carlu                                                 |
| Sueco                      | Karl, Carl                                            |